# Dmitri Orlov
Dmitri Olegovich Orlov (em russo:  Дмитрий Олегович Орлов; Vladimir, 19 de setembro de 1966) é um matemático russo.
Orlow obteve um doutorado em 1991 na Universidade Estatal de Moscovo, orientado por Vasili Iskovskih e Alexei Bondal. Obteve em 2002 a habilitação (Doktor nauk). Trabalha no Instituto de Matemática Steklov em Moscou.
Dentre seus doutorandos consta Alexander Efimov.
Foi palestrante convidado do Congresso Internacional de Matemáticos em Pequim (2002, com Alexei Bondal: Derived categories of coherent sheaves).

## Publicações selecionadas
- com A. Bondal: Semi-orthogonal decomposition for algebraic varieties, Arxiv, 1995
- com A. Bondal: Reconstruction of a variety from the derived category and groups of autoequivalences, Compositio Math., Volume 125, 2001, p. 327–344, Arxiv
- com A. I. Bondal: Derived categories of coherent sheaves, Proc. Internat. Congress of Mathematicians, Peking, 2002, Arxiv
- Quasi-coherent sheaves in commutative and non-commutative geometry, Izv. RAN. Ser. Mat., Volume 67, 2003, p. 119–138
- Derived categories of coherent sheaves and equivalences between them,, Russian Mathematical Surveys, Volume 58, 2003, p. 511
- com A. N. Kapustin: Lectures on mirror symmetry, derived categories, and D-branes, Russian Mathematical Surveys, Volume 59, 2004, p. 907–940, Arxiv
- Derived categories of coherent sheaves and motives, Russian Mathematical Surveys, Volume 60, 2005, p. 1242–1244, Arxiv
- com V. A. Lunts, A. I. Efimov: Deformation theory of objects in homotopy and derived categories, Teil 1, Advances in Mathematics, Volume 222, 2009, p. 359–401, Arxiv, Teil 2, Band 224, 2010, S. 45–102, Arxiv, Teil 3, Volume 226, 2011, p. 3857–3911, Arxiv
- com Valery A. Lunts: Uniqueness of enhancement for triangulated categories, J. Amer. Math. Soc., Volume 23, 2010, p. 853–908, Arxiv
- Formal completions and idempotent completions of triangulated categories of singularities, , Adv. Math., Volume 226, 2011, p. 206–217, Arxiv
- Landau-Ginzburg Models, D-branes, and Mirror Symmetry, Mat. Contemp., Band 41, 2012, S. 75–112, Arxiv
- Derived noncommutative schemes, geometric realizations, and finite dimensional algebras, Russian Math. Surveys, Volume 73, 2018, p. 865–918, Arxiv